# От Моко
От Моко (фр. Haut-Mauco) насеље је и општина у југозападној Француској у региону Аквитанија, у департману Ланд која припада префектури Мон де Марсан.
По подацима из 2011. године у општини је живело 839 становника, а густина насељености је износила 45,01 становника/km². Општина се простире на површини од 18,64 km². Налази се на средњој надморској висини од 85 метара (максималној 91 m, а минималној 49 m).

## Демографија
| 1962. | 1968. | 1975. | 1982. | 1990. | 1999. | 2011. |
| ----- | ----- | ----- | ----- | ----- | ----- | ----- |
| 514   | 552   | 550   | 621   | 628   | 721   | 839   |

График промене броја становника у току последњих година